# Lian Ong
Lian Ong, née en 1956 à Delft, est une auteure néerlandaise de bande dessinée.

## Publications
Francophones
- Horizon, Arboris, 1996-1997 (2 volumes)[1]
- Femmes fatales, la Cafetière, coll. « Brasero », 1999

Néerlandophones
- Stuifmeel, Casterman, 1989
- Fatale Vrouwen, Sherpa, 1990
- De Liften, avec Bert Van der Meij Casterman, 1992
- Horizon, Arboris, 1996-1997 (2 volumes)